# Complexul de clădiri ale Depoului și cârmuirii fostei societăți „Tramvaiul Chișinăului”
Complexul de clădiri ale Depoului și cârmuirii fostei societăți „Tramvaiul Chișinăului” este un monument de arhitectură de însemnătate națională, amplasat pe str. Mitropolit Dosoftei, 138 din Chișinău, inclus și în Registrul monumentelor de istorie și cultură a municipiului Chișinău, alcătuit de Academia de Științe.

## Istoric
Complexul de clădiri a fost construit la începutul secolului al XX-lea, în stil modern industrial.
În Chișinău, circulația tramvaiului tras de cai a fost organizată de o societate anonimă din Belgia în 1888. Aceeași companie a adus tramvaiul electric în Chișinău, la începutul secolului următor. Proiectele clădirilor complexului de întreținere și reparație a vagonetelor și a mecanismelor au fost aprobate la Sankt Petersburg în 1912, iar construcția depoului a demarat în 1913, la marginea de atunci a orașului, loc care a devenit stația terminus a liniilor de tramvai.

## Descriere
Depoul era alcătuit din următoarele edificii:
- hangarul pentru vagonete; avea un singur etaj, cu intrarea de pe strada Columna și de la colț cu strada Lăpușneanu;
- grajdul pentru cai cu șura pentru furaje;
- magazia principală cu cantina pentru lucrători și cu o sală pentru odihnă
- magazia pentru uleiul tehnic și articole de metal
- clădirea cu atelierele de bobinaj și mecanic, cu tâmplăria și vopsitoria;
- casa de locuit cu apartamentul administratorului și cu birourile de conducere, inclusiv ghereta paznicului;
- șura pentru instrumente;
- depozitul pentru scări;
- uscătoria pentru nisip;
- WC.

Terenul depoului este înclinat spre strada Columna, particularitate ce a influențat arhitectura complexului, acesta fiind amplasat pe două terase, închise de o incintă din piatră. Către strada Columna, este construit un zid de sprijin cu talus, care atribuie complexului un aspect de fortificație. Același spirit de stilizare istorică a influențat și arhitectura hangarului.
Casa de locuit are două etaje din partea curții interioare și este orientată spre strada Columna cu o fațadă din trei niveluri. Intrarea principală este din partea străzii Columna, fiind evidențiată printr-un portic, dominat de un balcon, soluție caracteristică clădirilor obștești.
Clădirile cu menire tehnică au pereți cu suprafață metedă, goluri de ferestre mari, de tip industrial, fără ancadramente, și cu structura portantă scoasă în evidență. Exteriorul clădirilor este stilizat cu cărămidă roșie contrastantă prin culoare cu piatra de carieră. Din piatră sunt prelucrate minuțios detaliile decorative, amplasate după rigorile modernului.
Clădirile au fost grav avariate în timpul celui de-al doilea război mondial. După restaurare și până astăzi, arhitectura clădirilor nu s-a schimbat, cu excepția fațadei principale a hangarului, la care, din partea străzii Mitropolit Dosoftei, au fost alipite volume inestetice, iar o parte a clădirilor, orientate spre strada Calea Orheiului au fost acoperite cu un strat de mortar monocrom.
Complexul se află în imediata apropiere de fabrica de cofetărie Bucuria. Pe teritoriul complexului se află un atelier de reparație a troleibuzelor și un muzeu.

## Galerie de imagini

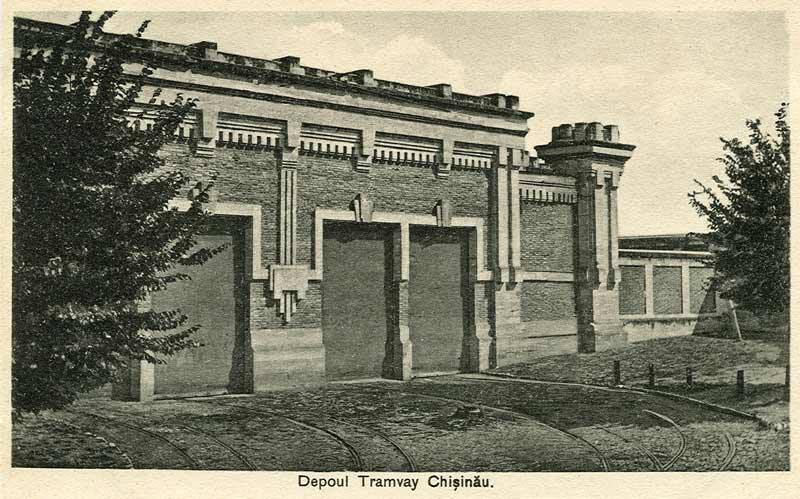
Imagine de epocă
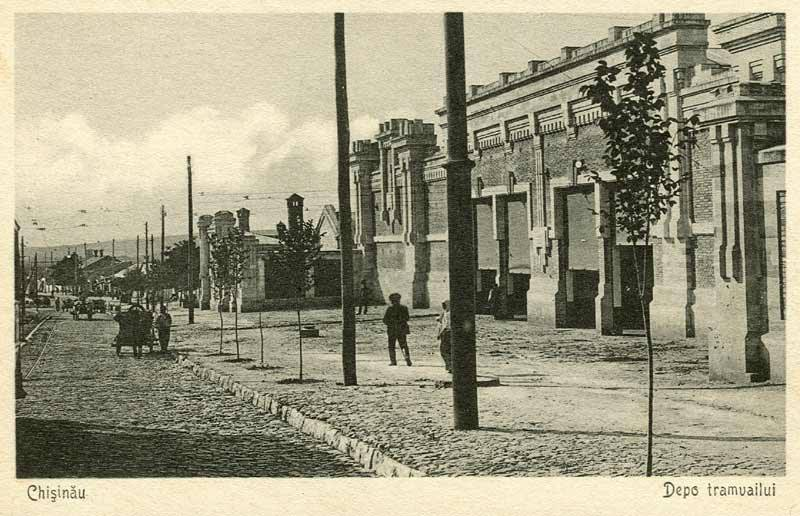
Imagine de epocă
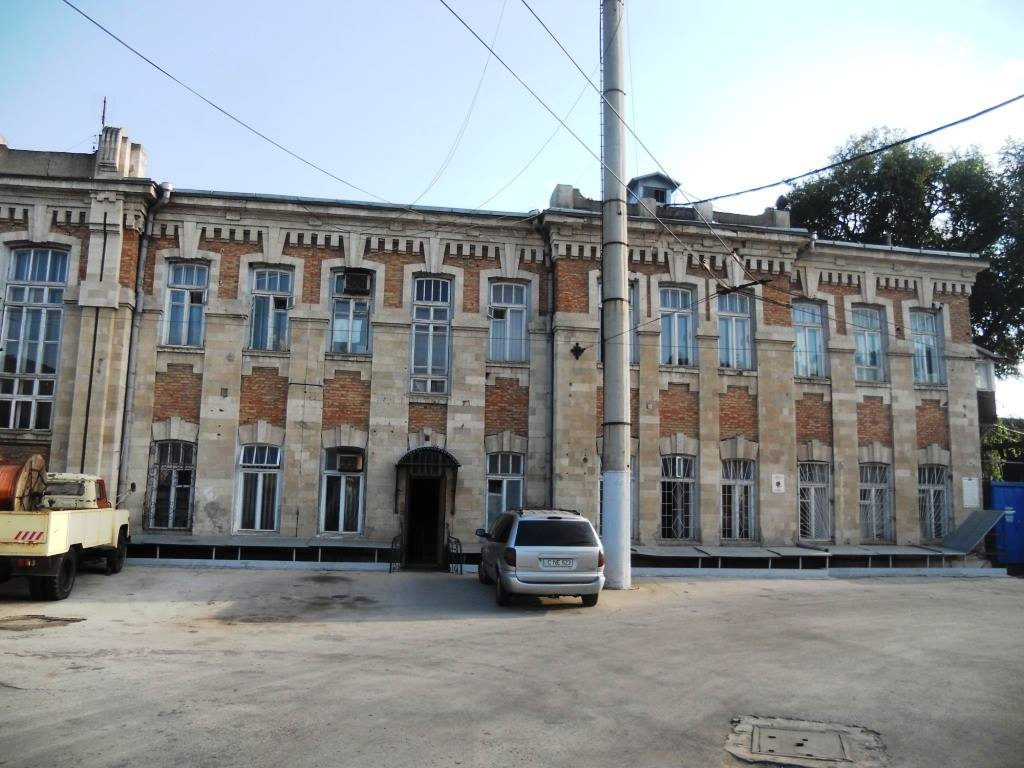
Clădire administrativă
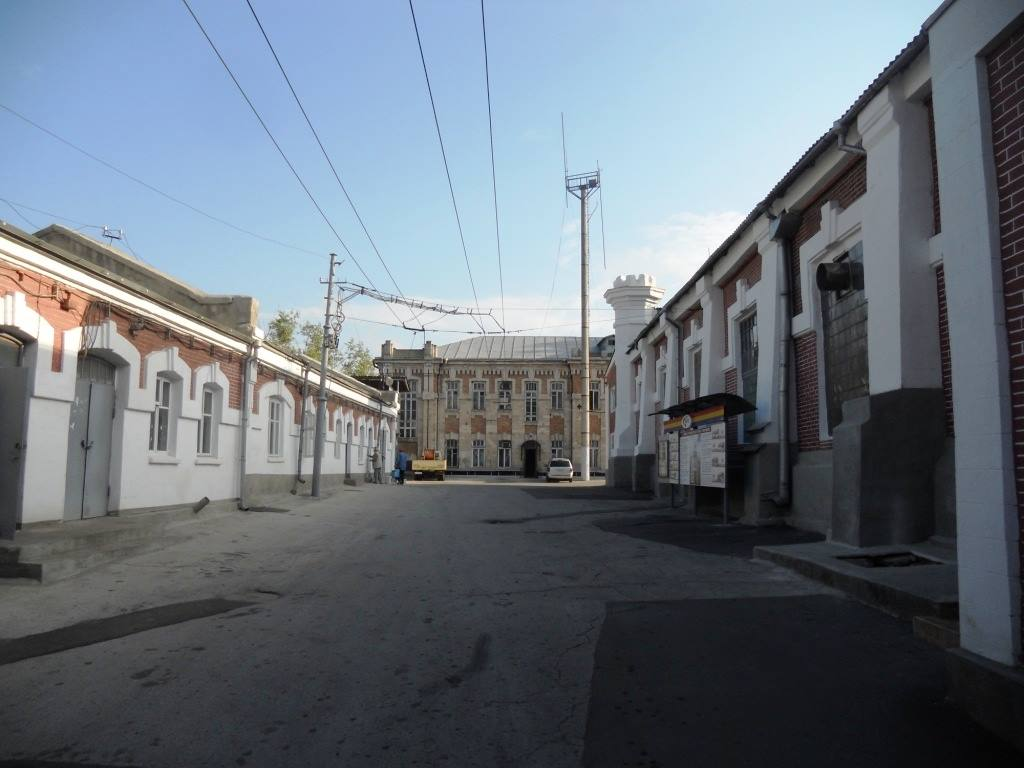
Curtea
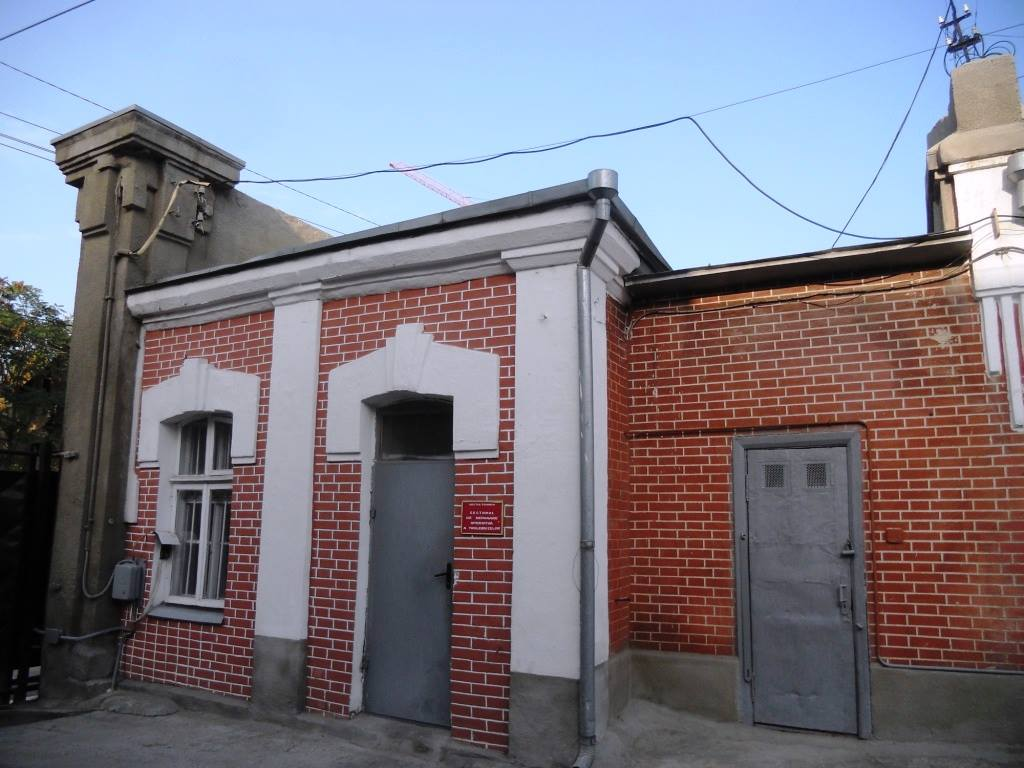
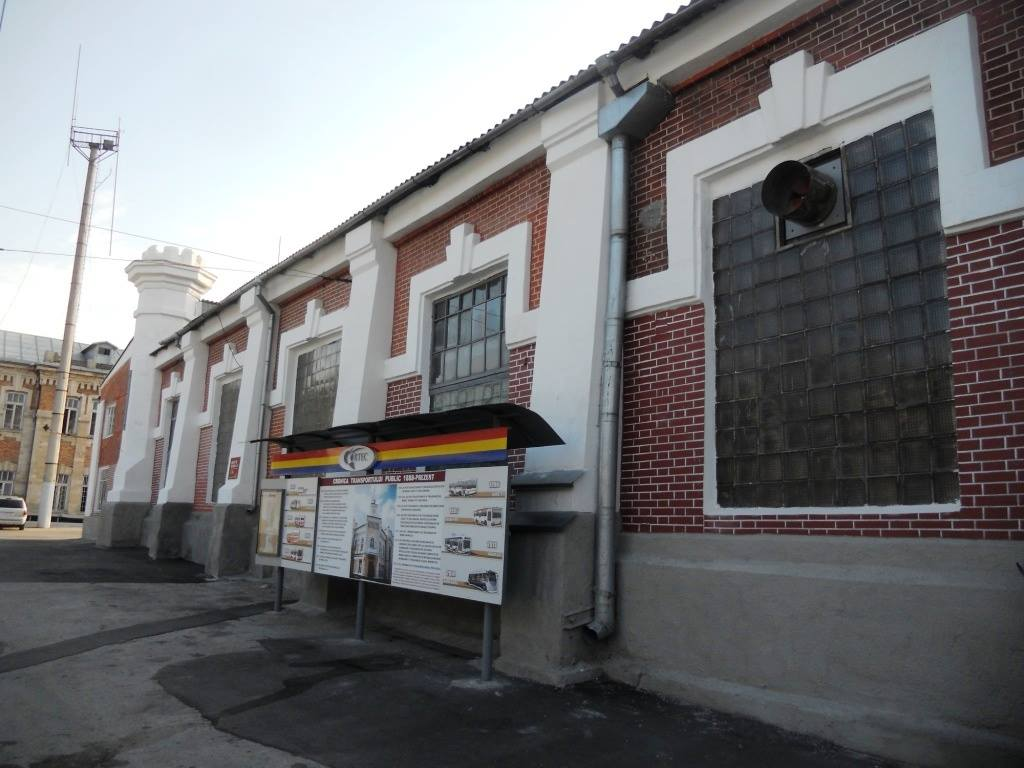